# Documenta urbana

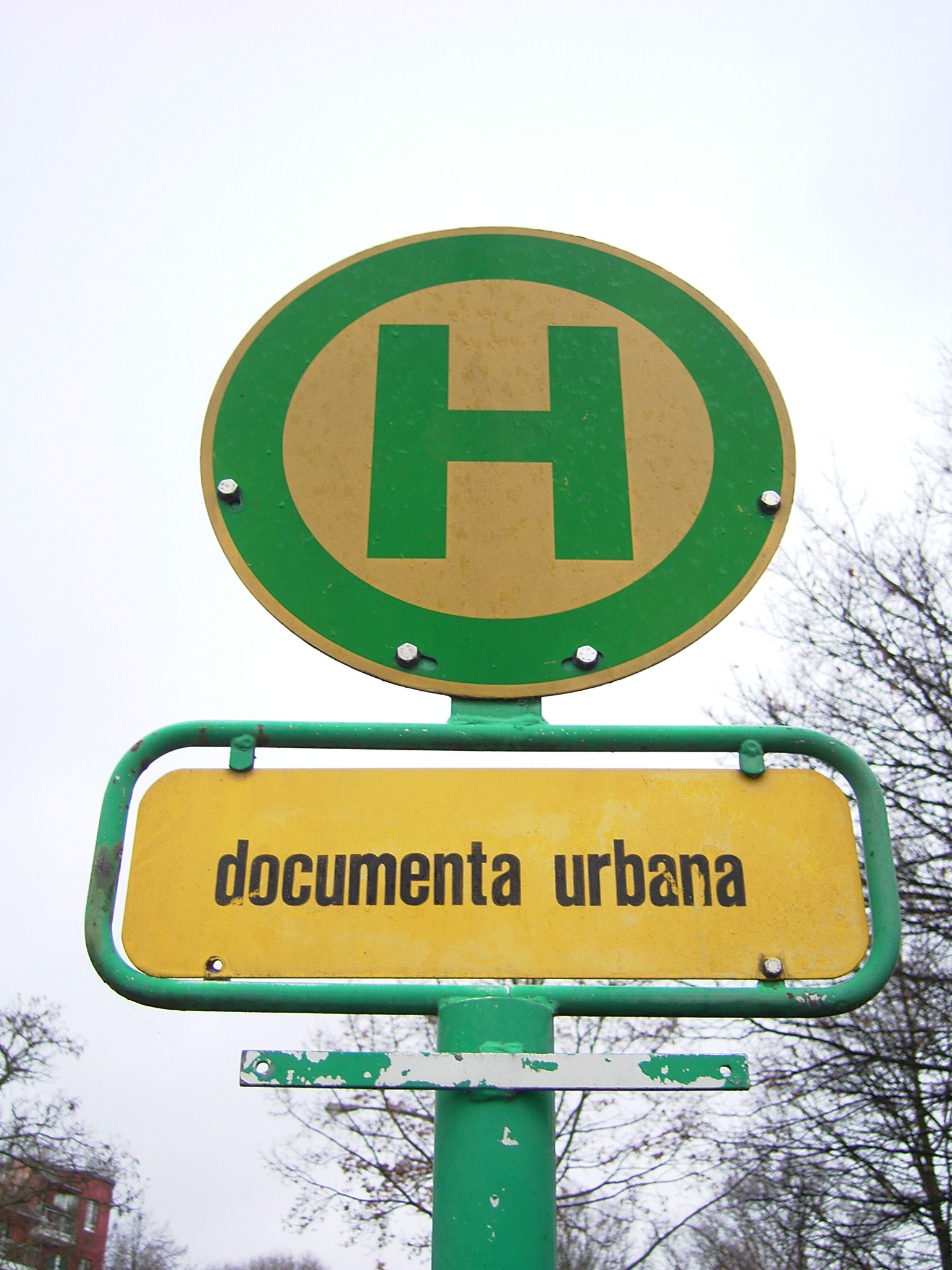
Bushaltestelle an der Heinrich-Schütz-Allee in Kassel

documenta urbana ist eine Wortschöpfung des documenta-Initiators Arnold Bode aus der 2. Hälfte des 20. Jahrhunderts. Insbesondere wird darunter eine in den Jahren 1980 bis 1982 entstandene Wohnbebauung im Südwesten von Kassel, an der Dönche, verstanden. Unter dieser Bezeichnung fand 2005 bis 2007 außerdem eine Veranstaltungsreihe an der Universität Kassel statt. Sowohl die Bezeichnung der Wohnsiedlung, als auch die diejenige der Veranstaltungsreihe nimmt Bezug auf den von Bode geprägten Begriff.

## Der Begriffdocumenta urbanabei Arnold Bode
Für Arnold Bode (1900–1977) war eine documenta urbana eine Ergänzung der eigentlichen documenta. Er benutzte den Begriff zu unterschiedlichen Zeiten allerdings für unterschiedliche Ideen. Zunächst gingen seine Überlegungen von Kunst am Bau aus. Später kamen Gedanken hinzu, die auf eine Manifestation von Kunst auf Plätzen und in Stadtvierteln hinausliefen, bis hin zum Bergpark Wilhelmshöhe und dem Oktogon des Herkules-Bauwerks. Bei Bode findet sich auch die Idee, eine documenta urbana könne zur Verbesserung von Lebensbedingungen in der Stadt Kassel beitragen. Beispielsweise durch die Ansiedlung von Künstlern in Atelierhäusern, oder durch demonstrative Bauvorhaben außerhalb der seinerzeitigen Architekturroutine. Hintergrund all dieser Überlegungen war, dass Bode fürchtete, die von ihm eingerichtete documenta sei als Institution nicht hinreichend gesichert. Eine bauliche Rückverankerung in der Stadt sollte für eine stärkere Verwurzelung innerhalb der Kasseler Bevölkerung sorgen.
Bode maß der Architektur einen hohen Stellenwert zu, bereits in der ersten documenta, 1955, präsentierte er im Fridericianum auf 50 großformatigen Fotos die „besten Bauten“ aus aller Welt. Kurz vor seinem Tode 1977 schrieb er im Vorwort zum Katalog der documenta 6 zu seinem „alten Traum“:
[…]
die d 6 endet am 2. Oktober 1977!
Die
7.documenta beginnt!
Wie?
Mit Vorgesprächen, Planungen, Konzepten!
Vielleicht mit dem Versuch – schon 1964 vorgeplant,
einer »documenta urbana« in der »Kunsthalle« Oktogon für 100
Tage
Nicht
mehr Museum – sondern neue Raumsituationen und »Kunsträu-
me« schaffen
So
der Raum und das Werk, das war der Anfang der Künste! Der
Außenraum, der Innenraum und das Objekt(Bild, Plastik usw.)
finden den Ort.
[…]
Raum – Architektur – Kunst – Umwelt.
[…]

## Die Wohnbebauung an der Dönche

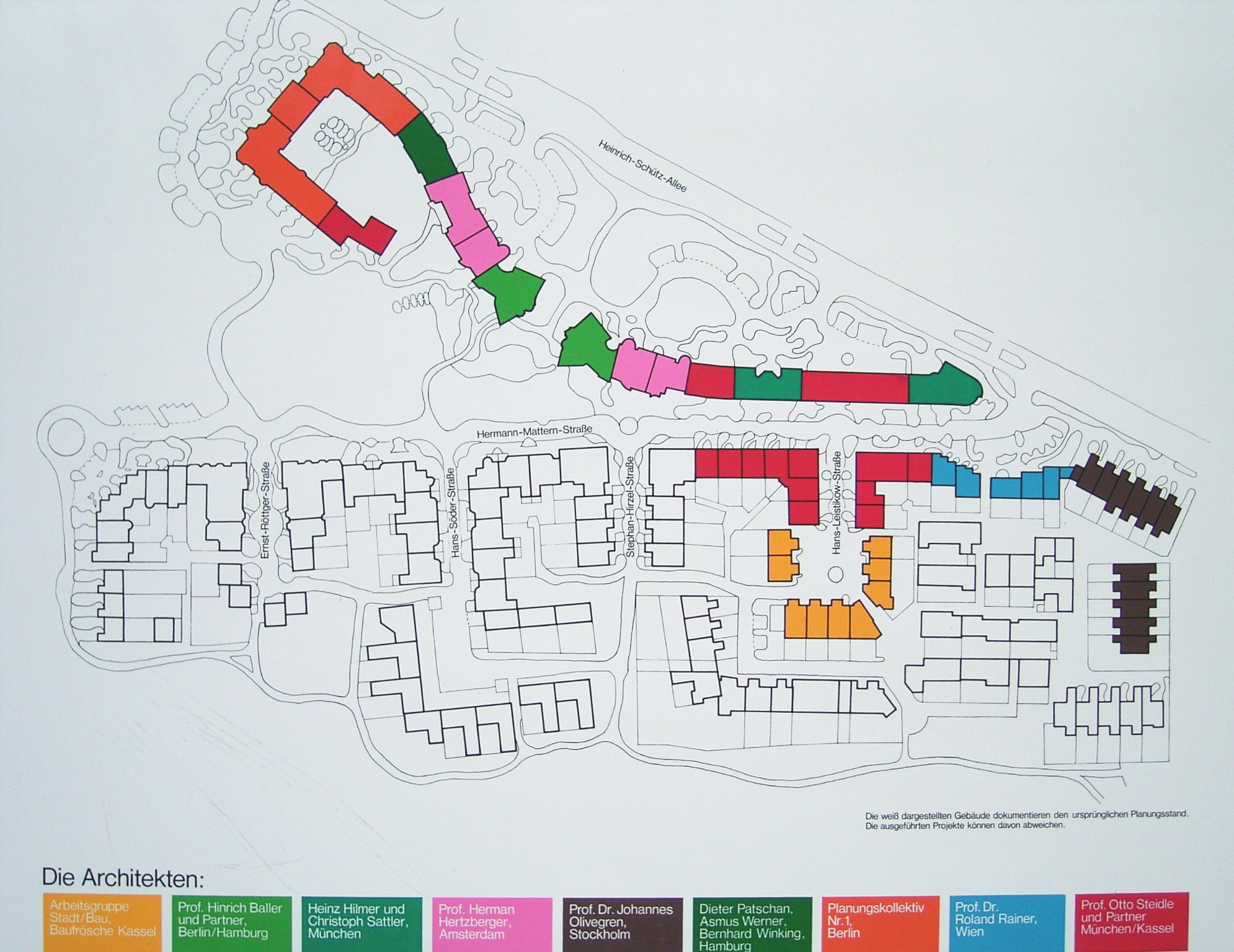
Lageplan der documenta urbana (nicht genau genordet)
oben die Wohnschlange entlang der Heinrich-Schütz-Allee
unten die Cluster – die weißen Gebäude wurden erst später und abweichend von der ursprünglichen Planung erstellt. Die rechte Stichstraße ist die Hans-Leistikow-Straße.

Die in den Jahren 1980 bis 1982 entstandene Wohnbebauung an der Dönche in Kassel unter dem Namen documenta urbana ist nicht als Teil der Institution documenta oder einer der documenta-Ausstellungen zu verstehen. Vielmehr bildet sie eine zu Demonstrations- und Ausstellungszwecken erstellte dauerhafte Siedlung. Diese steht damit in der Tradition von beispielhaften Projekten, wie der Gartenstadt Hellerau, den Werkbundsiedlungen (Weißenhofsiedlung) und der Berliner IBA im Hansaviertel. Die documenta urbana kann als späte, und in städtebaulicher Hinsicht postmoderne, Gegenposition zu Planungen wie dem Hansaviertel betrachtet werden.
Als besonderes Merkmal der documenta urbana gilt bis heute das Wohnen im Grünen auf einem städtisch verdichteten Baugelände. Ihr Hauptanziehungspunkt und Symbol ist eine von sechs Architekturbüros gemeinsam gestaltete Häuserzeile, die sogenannte Wohnschlange. In deren elf unterschiedlichen Segmenten spiegeln sich die unterschiedlichen Auffassungen der Planer.
Die ab 1980 entstandenen Gebäude wurden von Seite der Initiatoren als „gebauter Beitrag einer documenta urbana“ bezeichnet. Unmittelbar auf Arnold Bode berufen konnten sie sich nicht. Insofern kann die gebaute documenta urbana nicht als abschließende Manifestation seiner Vorstellungen betrachtet werden. Die Fertigstellung der Wohngebäude wurde auf 1982 festgelegt, das Jahr, in dem die documenta 7 stattfinden sollte. Deren künstlerischer Leiter, Rudi Fuchs, zeigte aber kein Interesse und nahm die documenta urbana nicht als einen Beitrag zur d7 auf.

### Hintergrund: Zielvorstellungen im Wohnungsbau Ende der 1970er-Jahre
Ende der 1970er-Jahre galten in der Bundesrepublik die quantitativen Anforderungen an den Wohnungsbau weitestgehend als erfüllt. Die Beseitigung der schlimmsten Wohnungsnot durch Kriegszerstörung und Zuwanderung nach 1945 galt als gelöst. Im Zentrum der Diskussion stand die Kritik am Wohnungs- und Städtebau der 1960er und frühen 1970er Jahre, deren industrielle Bauweise und die Verdichtung in hochgeschossigen Großsiedlungen. Somit gerieten auch Fragestellungen nach Wohnumfeld und der Qualität städtischen Lebensraumes in den Fokus. Unter dem Druck der Abwanderung von solventer Stadtbevölkerung in das Umland tauchten im Wohnungsbau verstärkt Zielvorstellungen wie „familiengerecht“, „kindgerecht“ und „freizeitgerecht“ auf. Auch die Planer der documenta urbana sahen in dieser eine „Möglichkeit […] denjenigen Bürgern ein Angebot zu machen, die dahin tendierten, ins Umland abzuwandern, um dort Eigentum zu bilden“.

### Planung an derDönche(ab 1977)

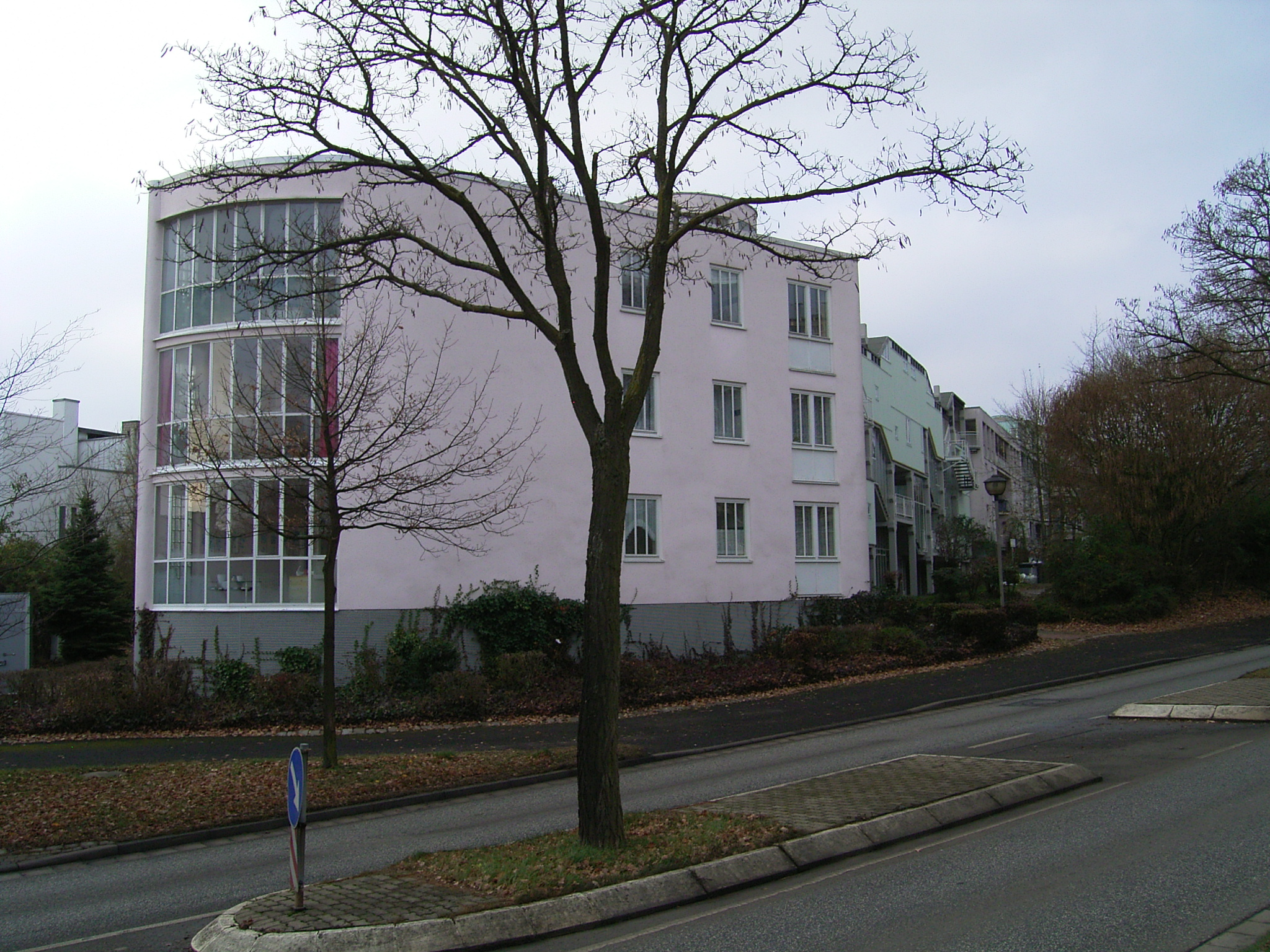
Kopfbau der Wohnschlange, Hilmer und Sattler. Im Vordergrund die Heinrich-Schütz-Allee (2008)

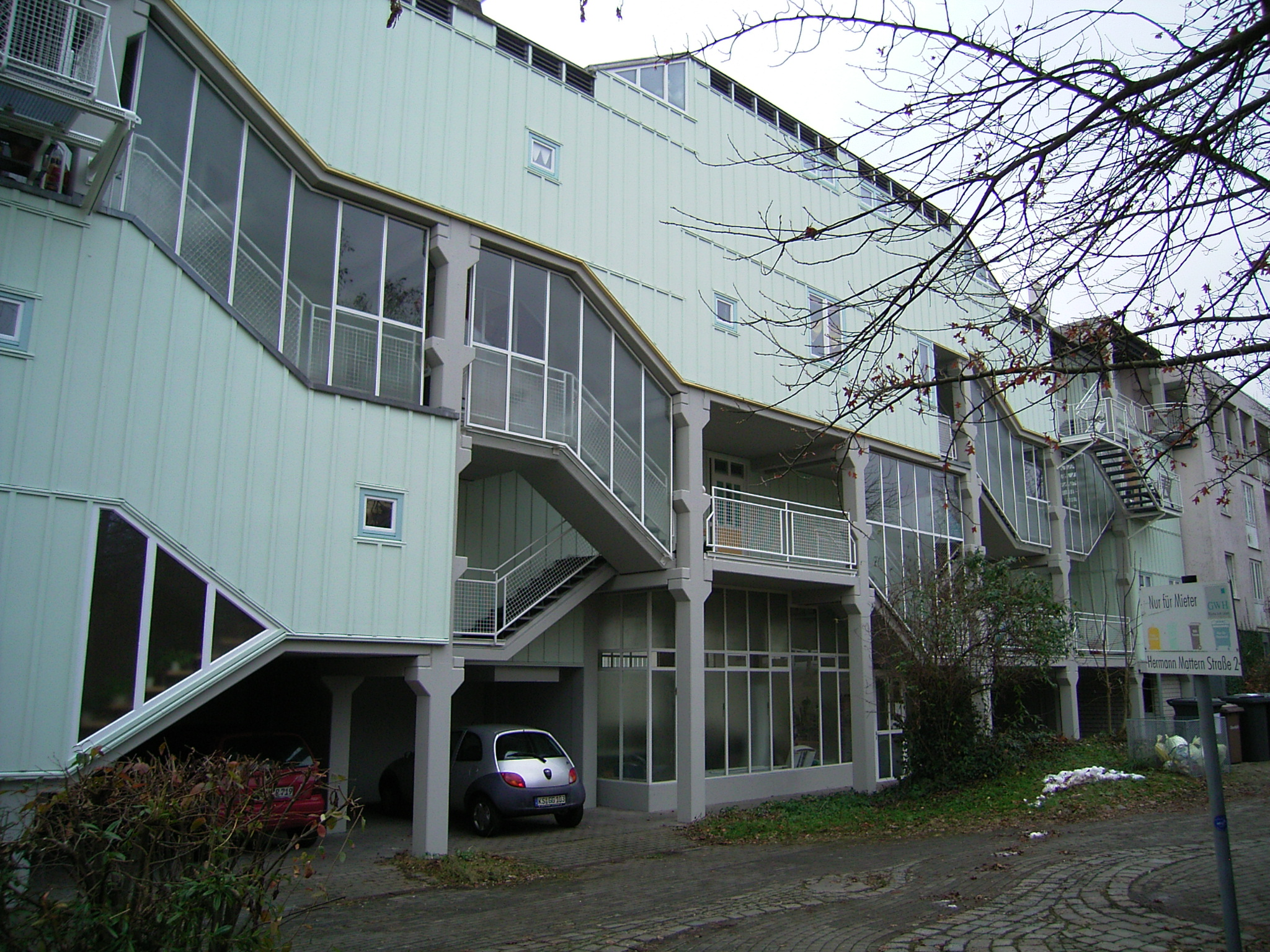
Teil der Wohnschlange, Otto Steidle und Partner (2008)

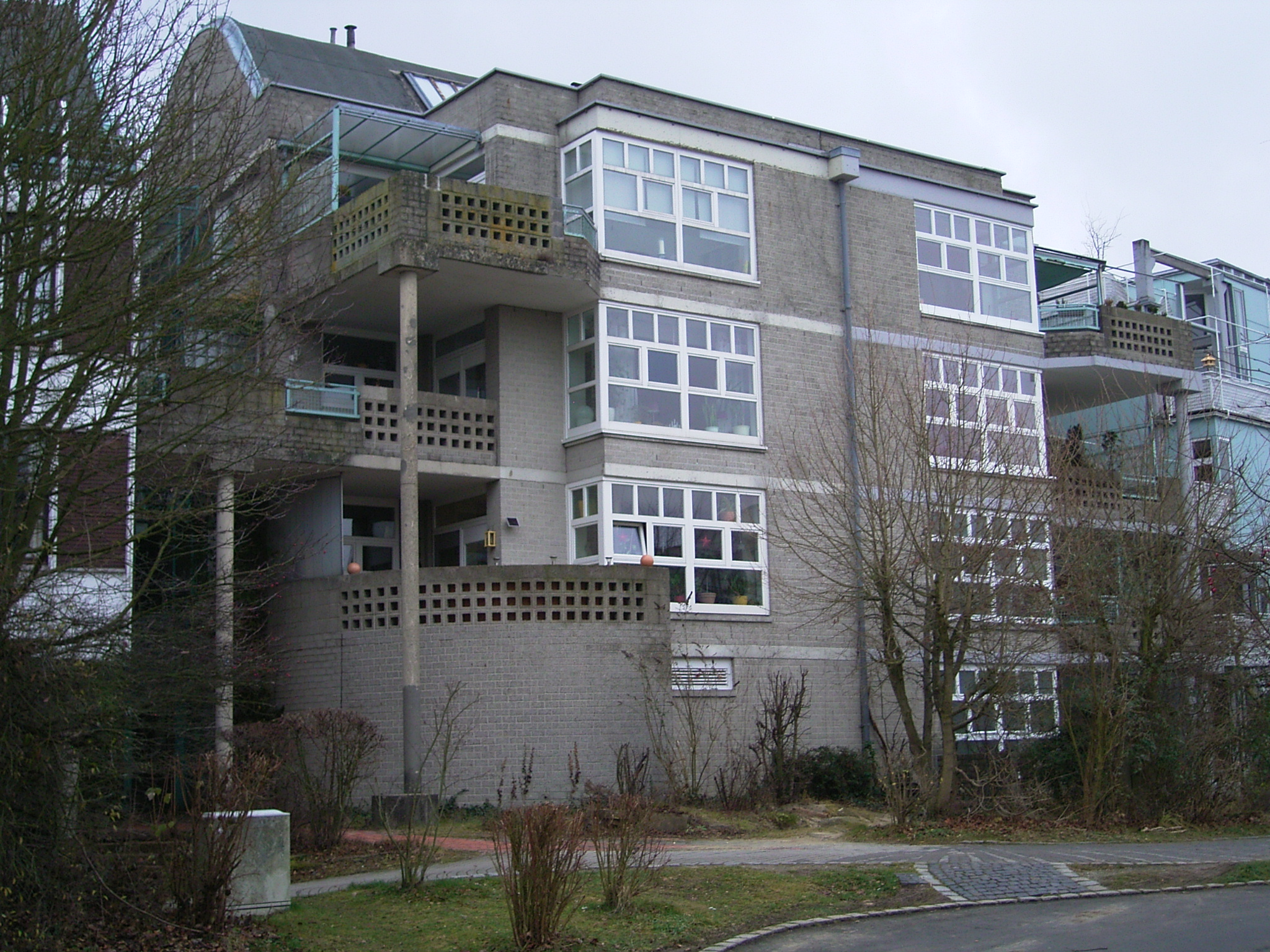
Teil der Wohnschlange, Hertzberger (2008)

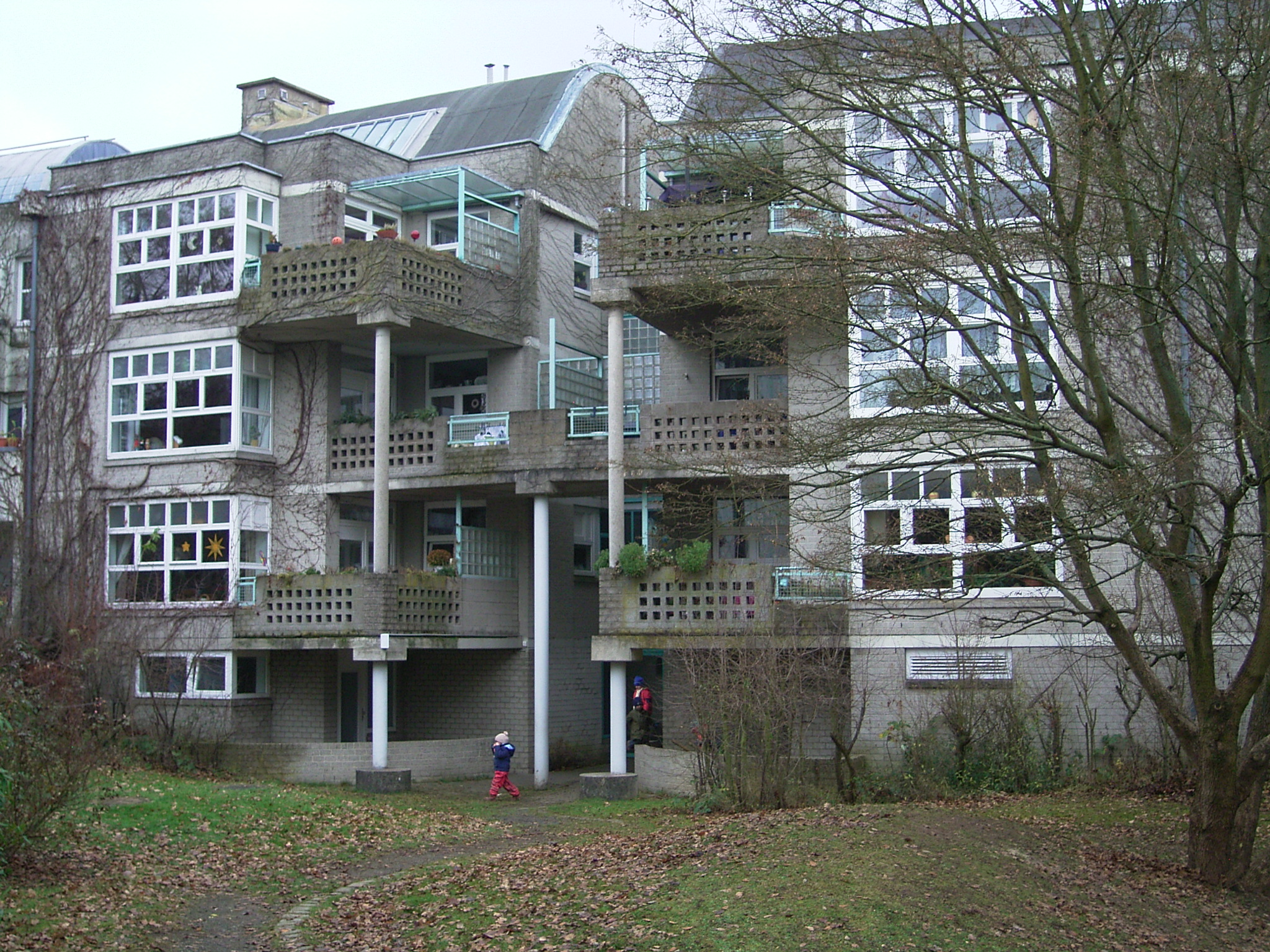
Teil der Wohnschlange, Hertzberger (2008)

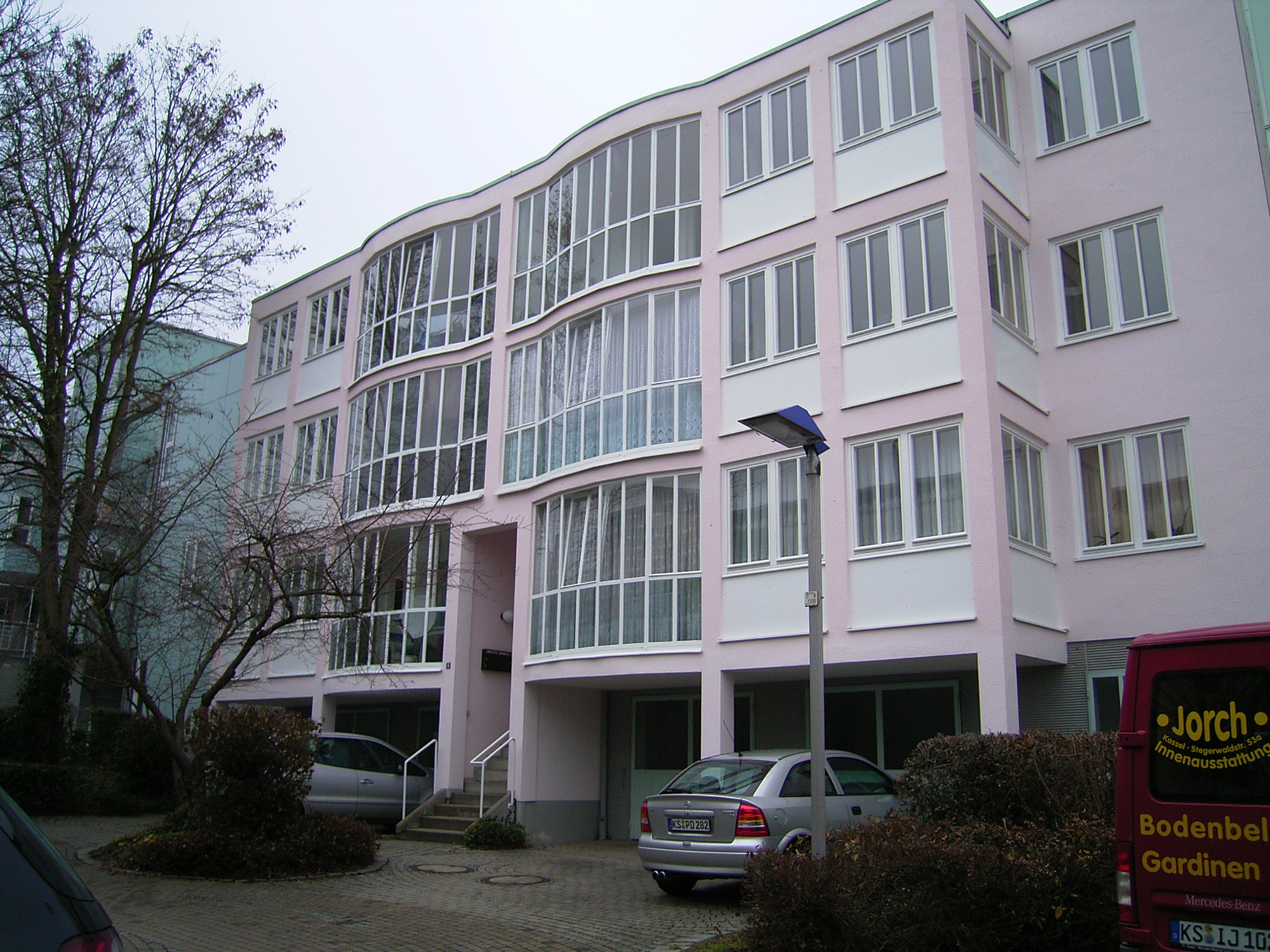
Teil der Wohnschlange, Hilmer und Sattler (2008)

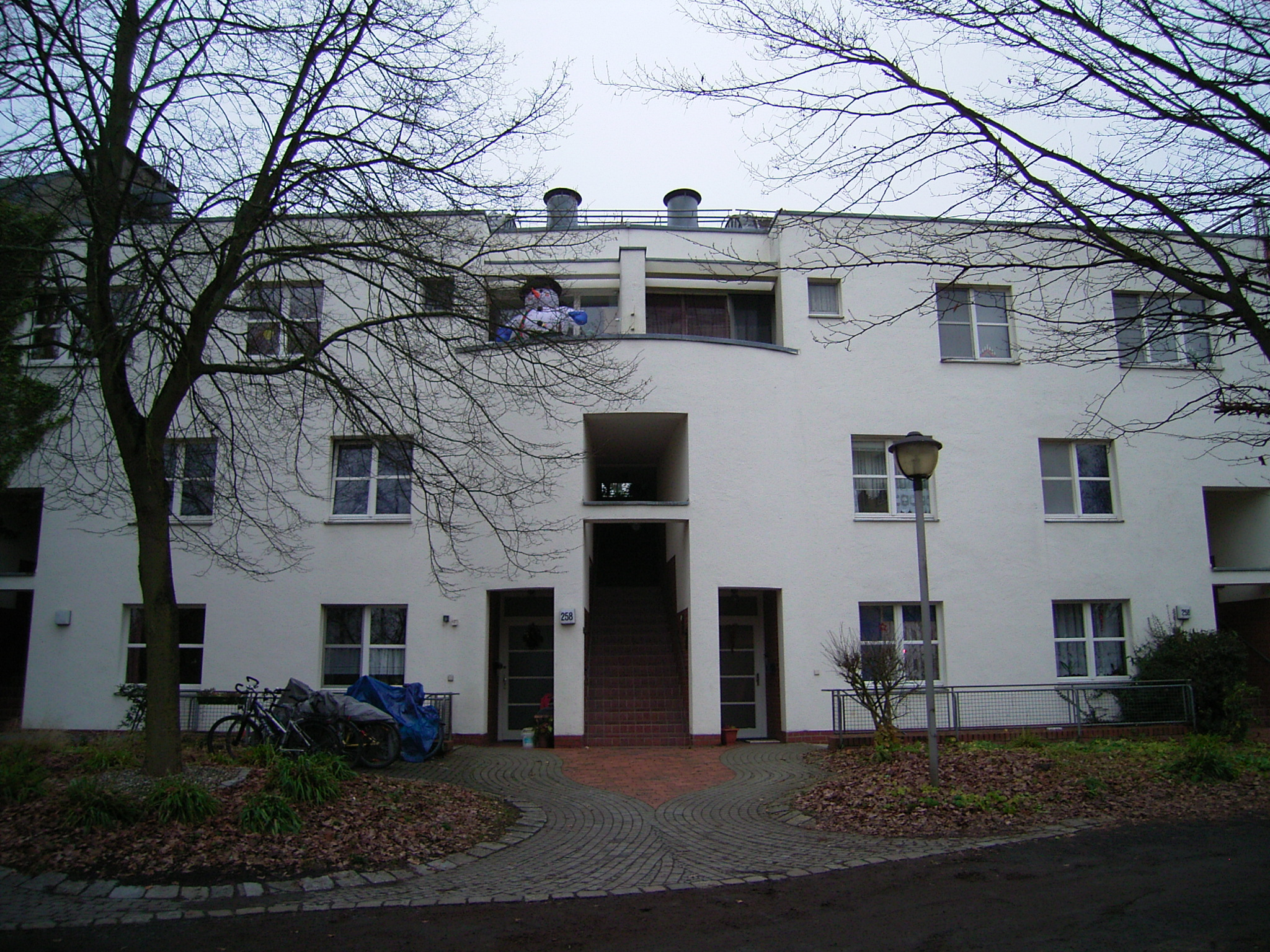
Teil der Wohnschlange, Patschan/Werner/Winking (2008)

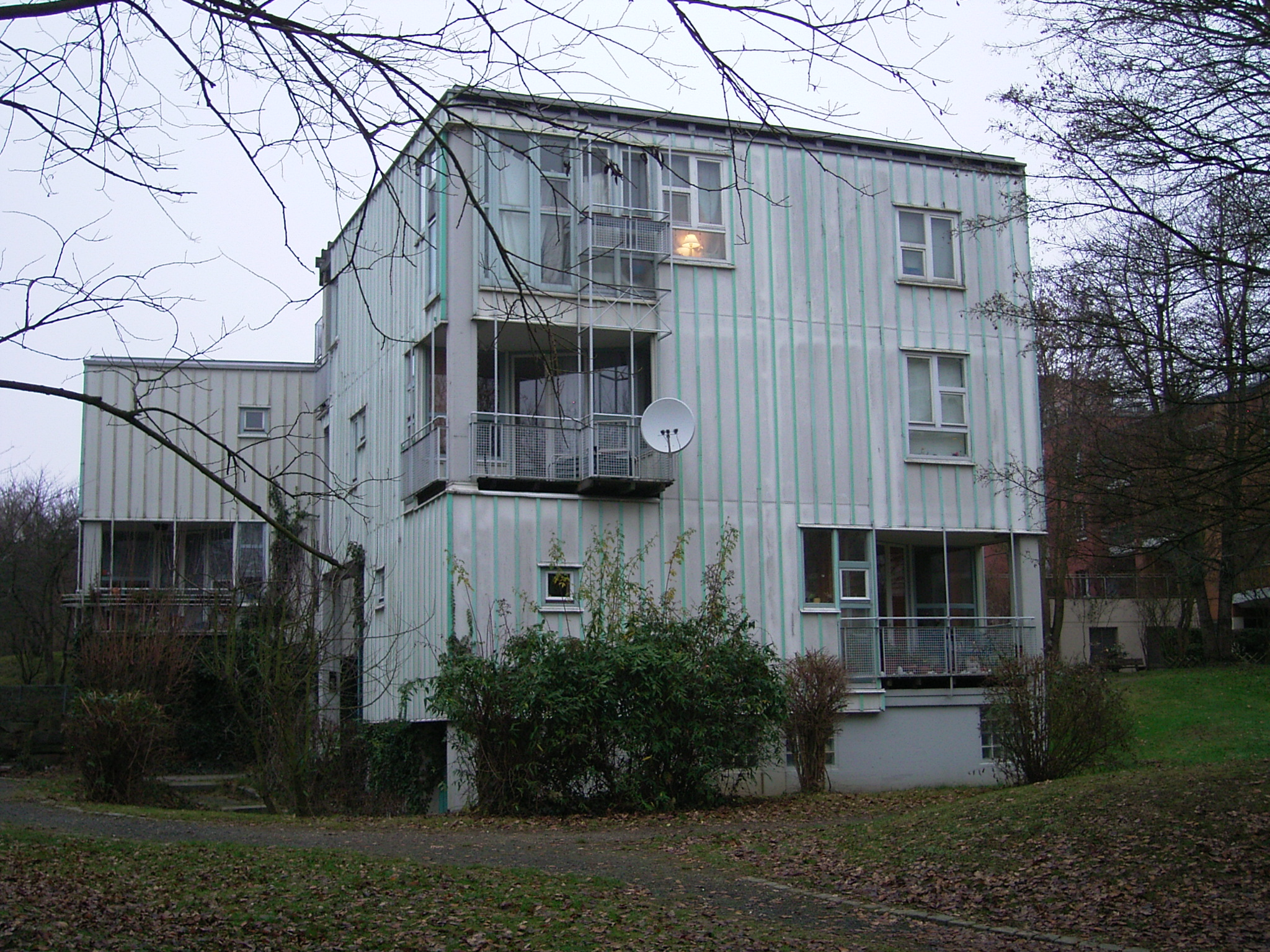
Ende der Wohnschlange, Otto Steidle und Partner (2008)

Die Dönche, ein ehemaliger Truppenübungsplatz und seit 1970 Naturschutzgebiet, 4 km vom Stadtzentrum Kassels entfernt, war in das Eigentum der Stadt übergegangen. Eine Entwicklungsplanung aus dem Jahr 1977 sah vor, drei Viertel als Grünraum zu erhalten, etwa 60 bis 70 ha sollten der Abrundung bestehender Siedlungseinheiten am südwestlichen Stadtrand von Kassel dienen:
- Nordshausen – eine historische Ortslage und gleichzeitig ein sich in die Landschaft ausdehnendes Einfamilienhausgebiet
- Helleböhn – eine Großsiedlung der 1950er-Jahre, damals ein Modellvorhaben mit 6000 Bewohnern, heute – wie die documenta urbana – ein Teilgebiet des Stadtteils Süsterfeld-Helleböhn
- Brückenhof – eine Großsiedlung der 1960er-Jahre im Stadtteil Oberzwehren

Die Planungen zu einer Wohnbebauung an der Dönche unter der Bezeichnung „documenta urbana“ starteten 1977, dem Todesjahr Arnold Bodes, damals trafen sich Vertreter des Wohnungsunternehmens Neue Heimat mit denen des Landes Hessen und der Stadt Kassel. Als eine treibende Kraft wird Hans Eichel betrachtet, der den Begriff „handstreichartig“ vereinnahmte. Eichel, Sohn eines Architekten, war seit 1975 Oberbürgermeister von Kassel und in dieser Funktion auch im Aufsichtsrat der documenta vertreten. In diesem Zusammenhang wird auch vermutet, dass Kontakte Eichels mit Albert Vietor (Vorsitzender der Neuen Heimat, gebürtig in Kassel) und Lauritz Lauritzen (ehemaliger Oberbürgermeister von Kassel, später Bundesbauminister) eine Rolle spielten, insbesondere um das Projekt an das Förderprogramm Versuchs- und Vergleichsbauvorhaben des Bundes anzupassen.
Im Frühjahr 1978 legte die Neue Heimat der Stadt einen Vorschlag zum Inhalt und zum Verfahren einer Baumaßnahme vor, die beispielgebenden Wohnungsbau der 80er-Jahre zum Ziel hatte. Dabei galt insbesondere der 12 ha großen Teilbereich Schöne Aussicht, zwischen Dönche-Freiraum und Helleböhn-Siedlung, als geeignet, da hier die vorhandene Infrastruktur eine kurzfristige Realisierbarkeit versprach.

### Die Architekten und ihr Planungsprozess an derSchönen Aussicht(ab 1979)
Zum Jahreswechsel 1978/79 wurde von der Stadt Kassel ein Sachverständigengremium aus Fachwissenschaftlern als beratender Beirat berufen: Gerhart Laage (Hamburg/Hannover, Bereich Architektur), Christian Kopetzki (Kassel, Bereich Städtebau), Heribert Kohl (Düsseldorf, Bereich Freizeitsoziologie), Jürgen von Reuß (Kassel, Bereich Freiraumplanung/Ökologie) und Jos Weber (Hamburg/Delft, Bereich Kunst). Gleichzeitig bildete sich ein Gremium um den Investor, mit Vertretern des Bundes, des Landes Hessen und der Stadt Kassel. Diese beiden Gremien beschlossen ein sobezeichnetes „Gutachterverfahren“, mit neun geladenen Architekten, beziehungsweise Architekturbüros.
- Hinrich Baller, Berlin/Hamburg
- Heinz Hilmer und Christoph Sattler, München
- Dieter Patschan, Asmus Werner, Bernhard Winking, Hamburg
- Planungskollektiv Nr. 1, Berlin
- Otto Steidle, München/Kassel
- Michael Wilkens und eine Studentengruppe der Gesamthochschule Kassel, auch als Arbeitsgruppe Stadt/Bau, später Baufrösche
- Herman Hertzberger, Amsterdam
- Johannes Olivegren, Stockholm
- Roland Rainer, Wien

Die Aufgaben der Gutachter beinhalteten:
- Eine städtebauliche Planung für das 12 ha große Baugebiet Schöne Aussicht. Dazu zählte auch die Gestaltung des Straßenraumes der Heinrich-Schütz-Allee, einer vorhandenen Straße zwischen der Schönen Aussicht und dem angrenzenden Wohngebiet Helleböhn.
- Die bauliche Gestaltung der eigentlichen documenta urbana: Auf einer Fläche von 4 ha sollten 200 Wohneinheiten als Mietwohnungen und Einfamilienhäuser geplant werden. Dabei sollten – als öffentlich geförderte Modellmaßnahme – unterschiedlichste Wohn- und Bebauungsvarianten, bis hin zu unterschiedlichen Finanzierungsformen, zur Ausführung kommen.

Da der Planung der documenta urbana kein Architektenwettbewerb, sondern ein Gutachterverfahren zugrunde lag, ergab sich für die beauftragten Architekten eine besondere Situation. Ihre Position gegenüber den Initiatoren und Investoren war vergleichsweise stark und häufig konnten sie ihre gemeinsamen Positionen durchsetzen. Während der Planungsphase wurden regelmäßig Workshops durchgeführt, um Planung und Details aufeinander abzustimmen, was von Beobachtern rückblickend als eine „damals fast einmalige Arbeitssituation“ beschrieben wird.
Anfang 1980 wurde ein Bebauungsentwurf fertiggestellt. Dieser beinhaltete eine vergleichsweise detaillierte Planung für das Kerngebiet der documenta urbana im nordwestlichen Bereich der Schönen Aussicht, sowie eine allgemeiner gehaltene Planung für die restlichen Flächen im südöstlichen Bereich. Der Bebauungsentwurf für das Gebiet der documenta urbana sah entlang der Heinrich-Schütz-Allee Geschosswohnungsbau in einer schlangenartig geschwungenen, drei- bis viergeschossigen Häuserzeile vor. Für diese etablierte sich die Bezeichnung Wohnschlange. Südlich davon, zur Dönche hin, wurde eine niedriggeschossige und kleinteilige Bebauung aus Mehrfamilienhäusern und Eigenheimen konzipiert. Schwerpunkt der städtebaulichen Planung war hier eine unterschiedlich gestaltete Kombination aus privaten, halböffentlichen, öffentlichen, offenen, einsehbaren und abgeschirmten Freiräumen. Die U-förmigen Straßen- und Baustrukturen wurden auch als Cluster bezeichnet.
Sechs der neun Gutachter beteiligten sich direkt mit Entwürfen von Teilstücken an der Wohnschlange (Baller, Hilmer und Sattler, Patschan/Werner/Winking, Planungskollektiv Nr. 1, Steidle, Hertzberger). Diese Gebäudezeile war in ihrer Mitte durchtrennt, die beiden Hälften sollten ein Tor zur Dönche ausformen.
Innerhalb der Cluster-Bauten lag der Schwerpunkt der Wilkins-Gruppe und von Olivegren auf einfacher und kostensparender Bauweise. Bei Olivegren kam ein Beteiligungsmodell hinzu, zu dem 1981 auch sogenannte „Partizipationsseminare“ mit Bauinteressenten stattfanden.
Hinrich Baller betonte 1982 die Zusammenarbeit der Architekten: „Wir haben weniger versucht einander zu bereden als einander zu verstehen.“ Hinsichtlich der städtebaulichen Zielvorstellung spricht er von der „alten Stadt“: „[…] so wie die alte Stadt durch Überlagerung der verschiedensten Wohn- und Stadtvorstellungen ihre Urbanität entwickelte, wollten wir als Modell, eine durch die Aufgabenstellung vorgegebene kleine Wohnsiedlung dadurch der alten Stadt wieder verwandt machen, daß wir unsere – an anderer Stelle entwickelten – räumlichen und sozialen Wohnkonzepte so überlagern, daß städtisches Miteinander und Vielschichtigkeit in der Nutzung und demzufolge auch in der Erscheinung die kleine Siedlung prägen sollten.“ Baller beschreibt, wie das Raumprogramm gemeinsam umgesetzt wurde: „Da wir einen festen Wohnungsschlüssel und feste Wohnungsgrößen als Vorgaben hatten, mußten wir im gemeinsam vereinbarten Stadtbaurahmen nicht nur unsere Wohnungskonzepte sinnvoll gliedern, sondern auch sortieren, so daß sie mit den Wohnungsgrößen und der Anzahl paßten. Nur so konnten wir zum Beispiel die Herzberger-Wohnungen, die alle von der Idee her gleich sein müssen, oder die ‚Dielenwohnungen‘ im Haus 3 von Hilmer und Sattler realisieren, daß wir in den anderen Projekten entsprechend viele kleine Wohnungen anbieten konnten, so zum Beispiel zwölf Kleinwohnungen in den mittleren Torhäusern, die dadurch jeweils zum ‚Haus der Alten Damen‘ geworden sind, […]“.
Die Straßen im Gebiet der documenta urbana wurden nach Lehrern an der Kunsthochschule Kassel – beziehungsweise ihrer Vorgängerinstitution – benannt: Stephan Hirzel, Hans Leistikow, Hermann Mattern, Ernst Röttger, Hans Söder. Für die Planung der verkehrsberuhigten Straßen und der öffentlichen Grünflächen war der Freiraumplaner Raimund Herms zuständig. Seine Gestaltung der Verkehrsflächen gilt als „organisch“, seine verspätete Berufung soll zu Kostensteigerungen beigetragen haben.
Am 25. September 1980 erfolgte die Grundsteinlegung für die documenta urbana als öffentlich geförderte Modellmaßnahme an der Schönen Aussicht mit der Neuen Heimat Nordhessen und der städtischen Gemeinnützigen Wohnungsgesellschaft (GWG) als Bauträger.

### Schwierigkeiten und Kritik (1980–1982)

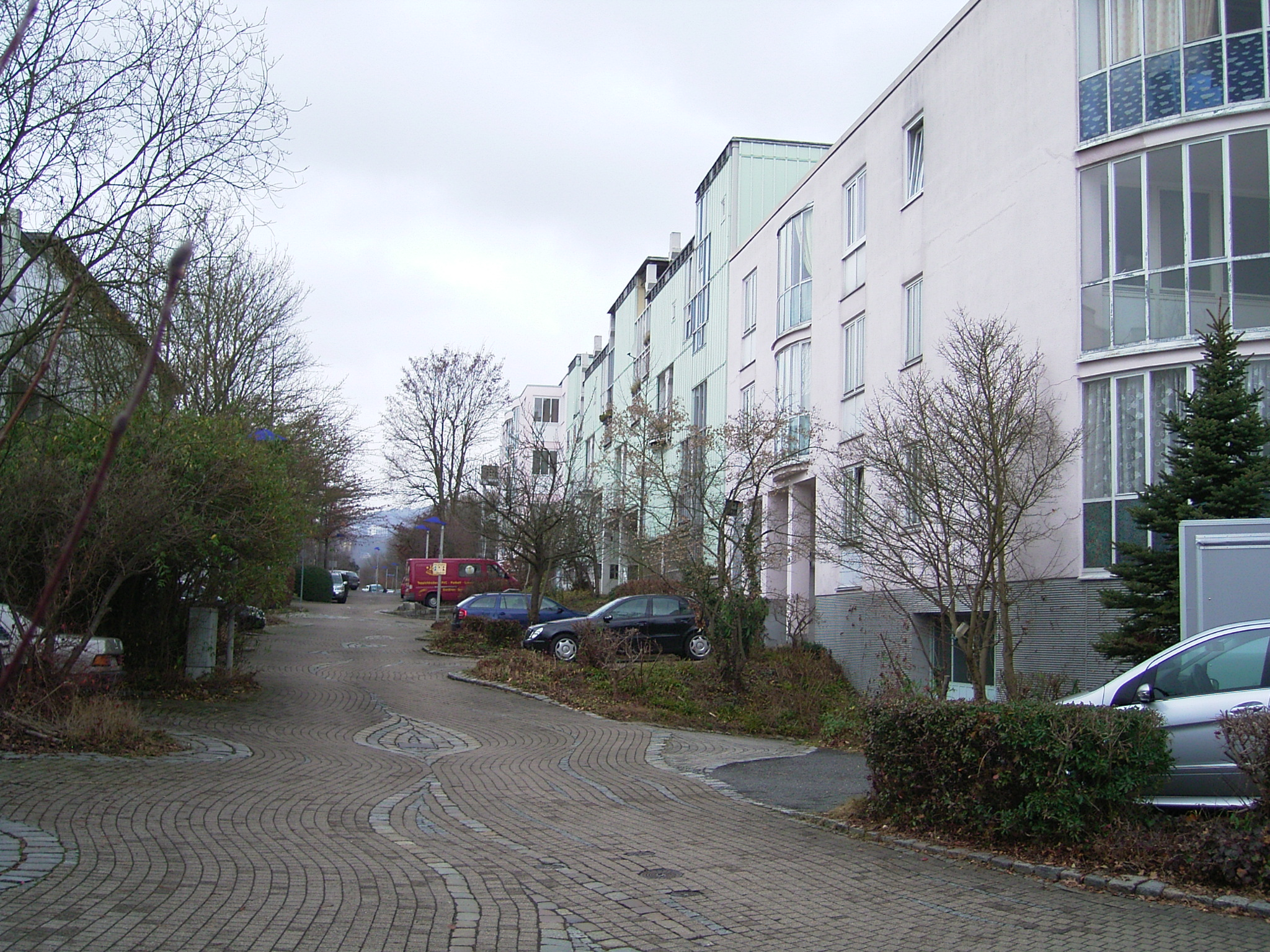
Straßenbild der Hermann-Mattern-Straße, rechts die Wohnschlange (2008)

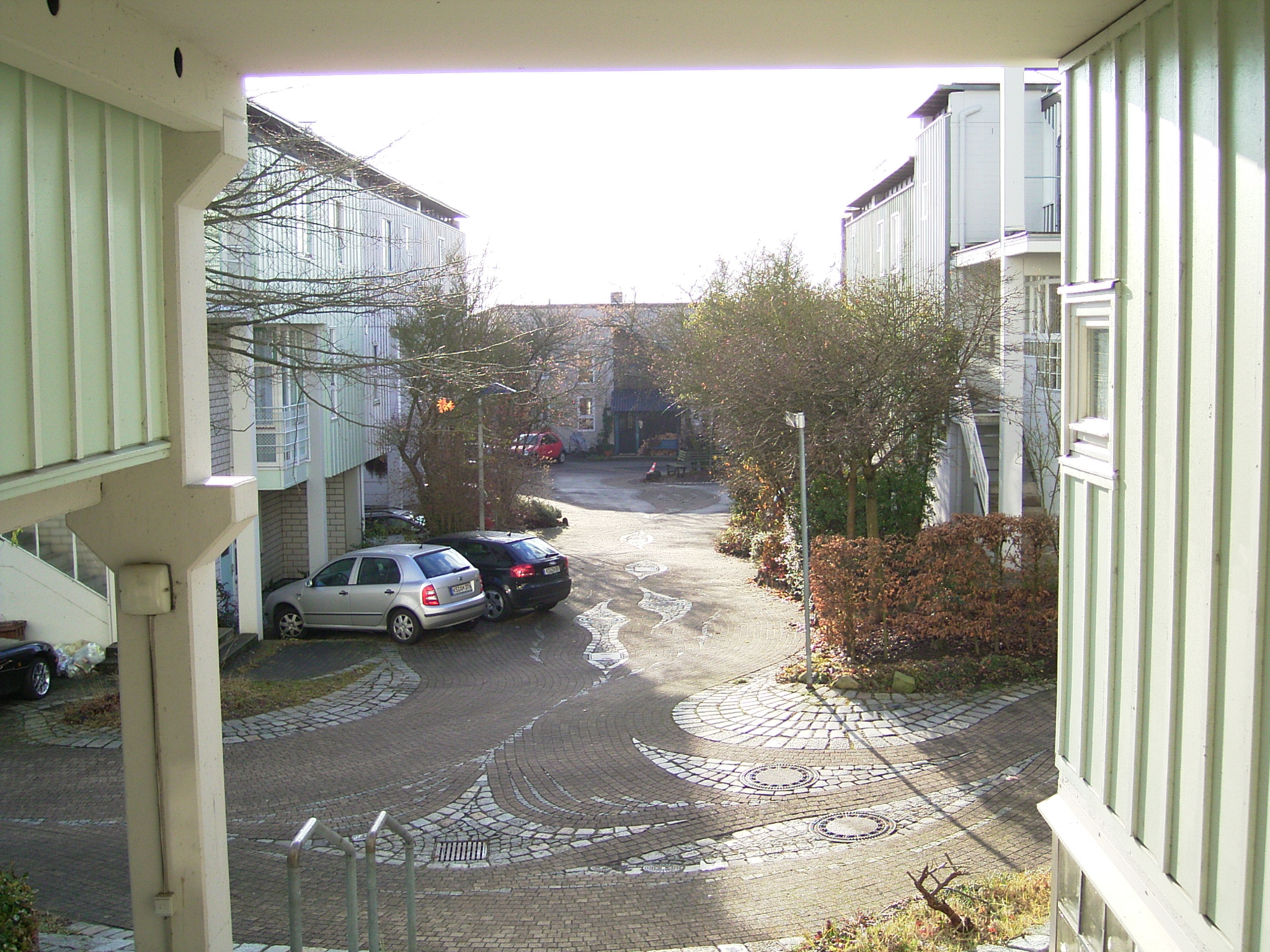
Blick von der Wohnschlange in Richtung der Cluster, in die Hans-Leistikow-Straße (2008)

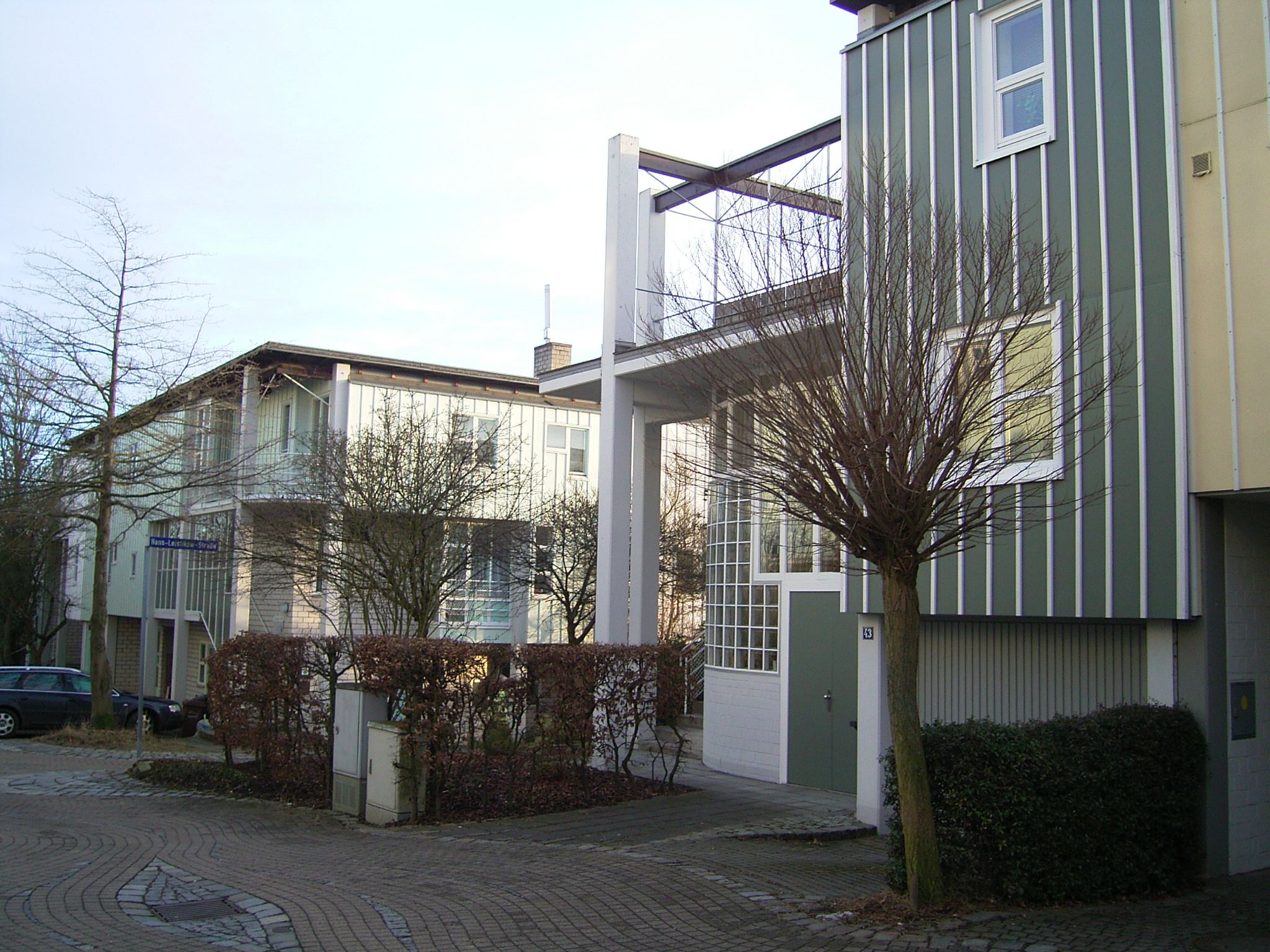
Cluster von Steidle und Partner, an der Ecke Hermann-Mattern-Straße und Hans-Leistikow-Straße (2009)

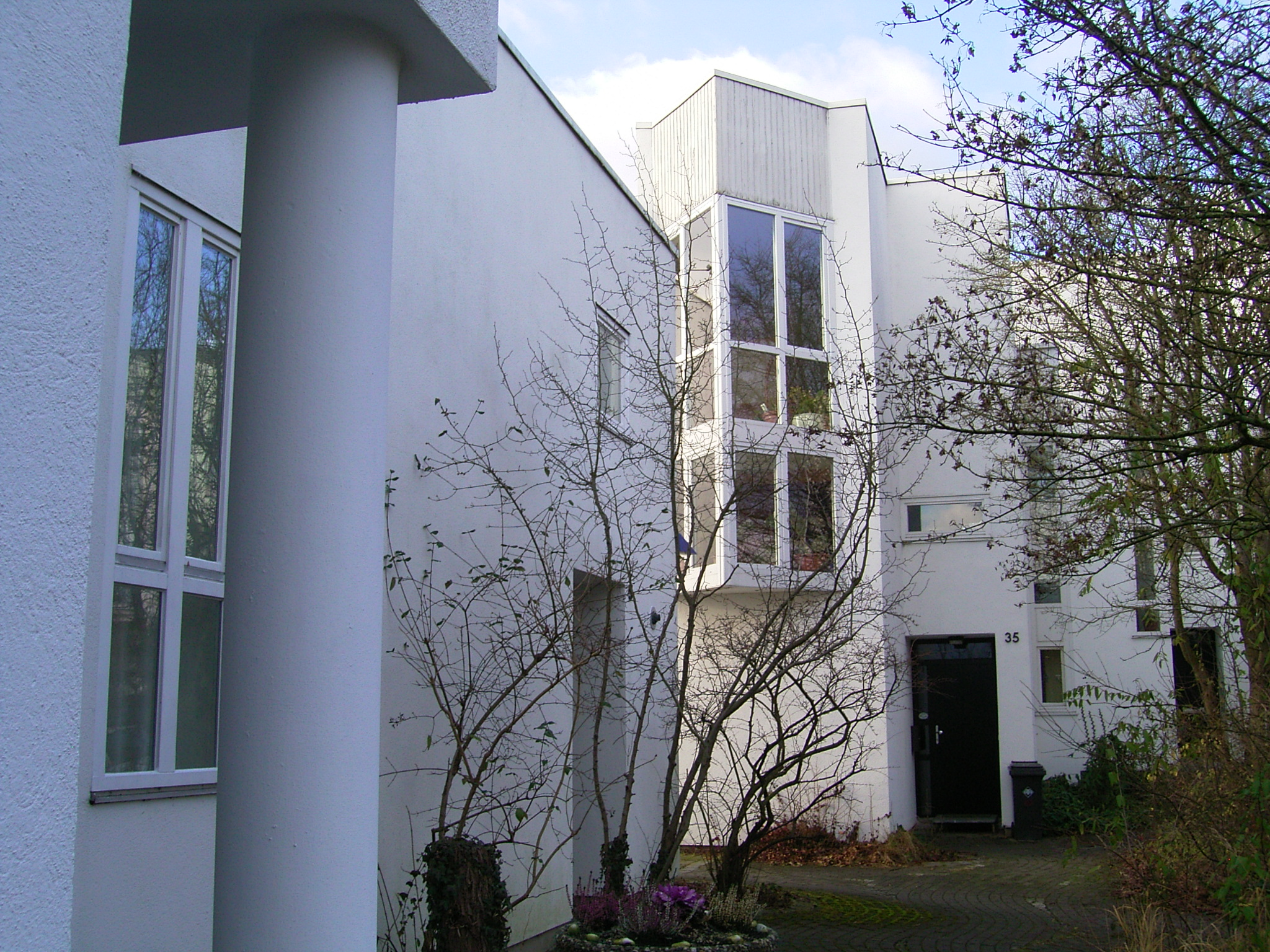
Reihenhäuser von Rainer (2008)

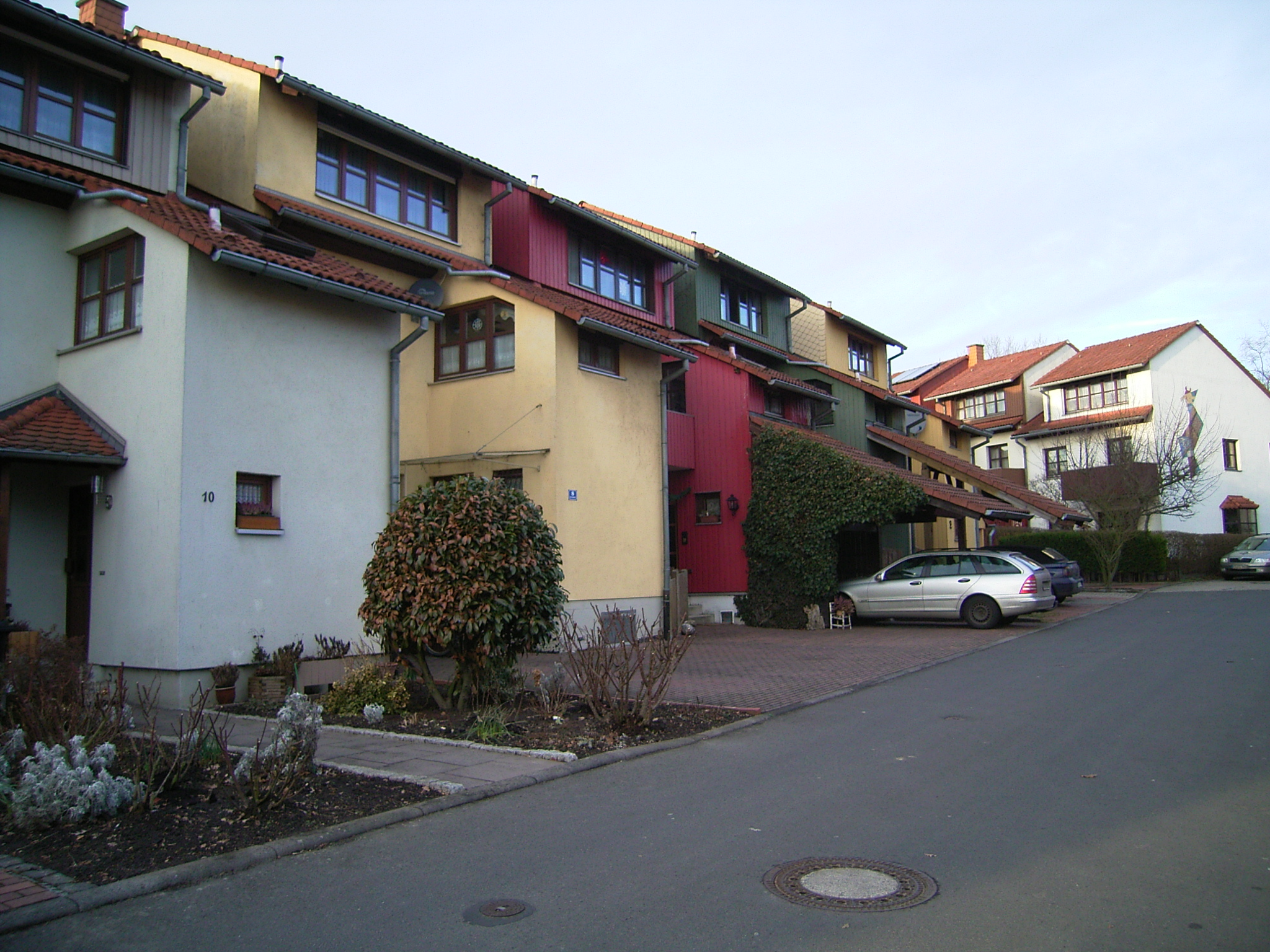
Reihenhäuser von Olivegren (2009)

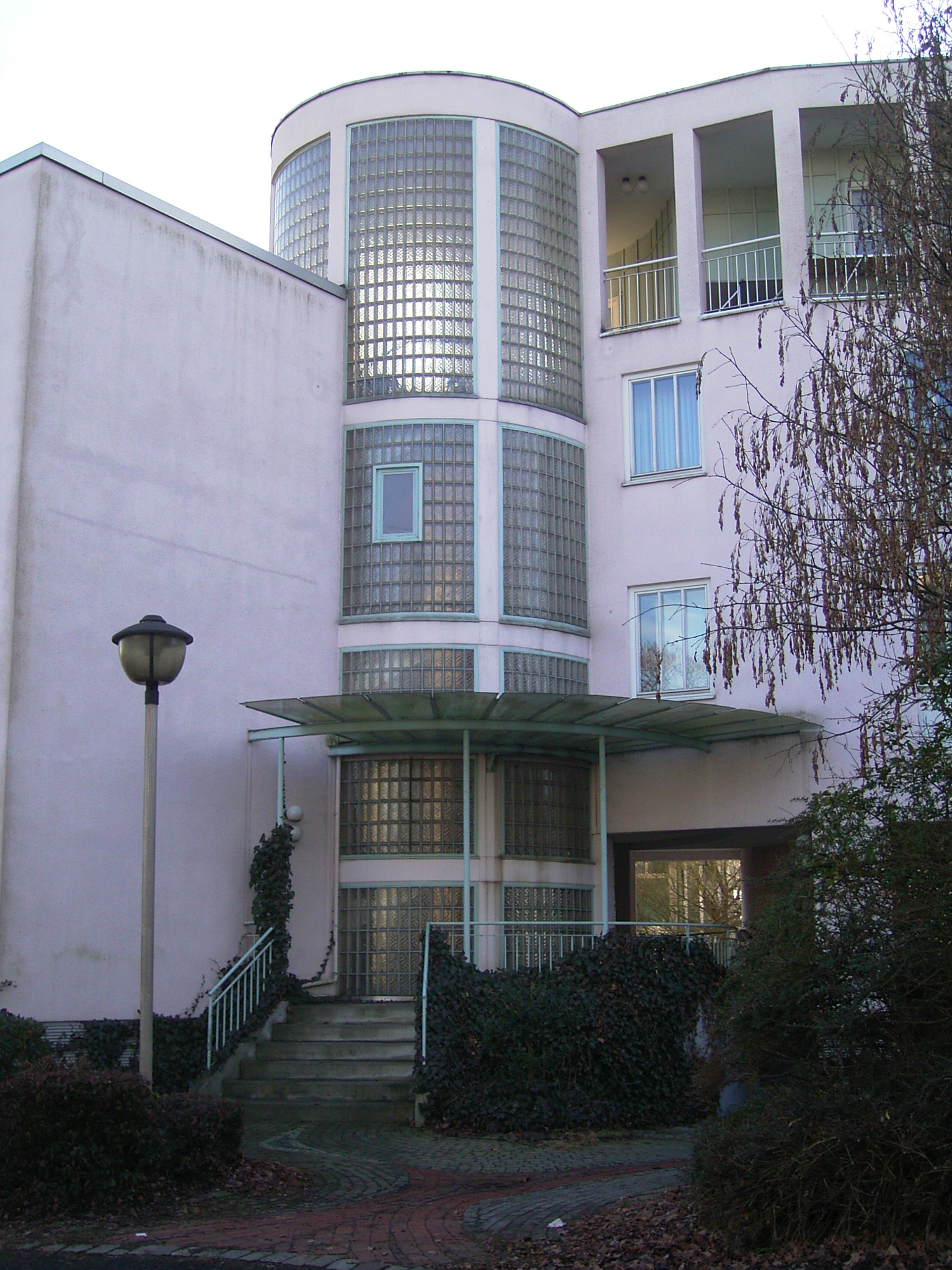
Erschließung bei Hilmer und Sattler, Treppenturm hinter dem Kopfbau der Wohnschlange (2009)

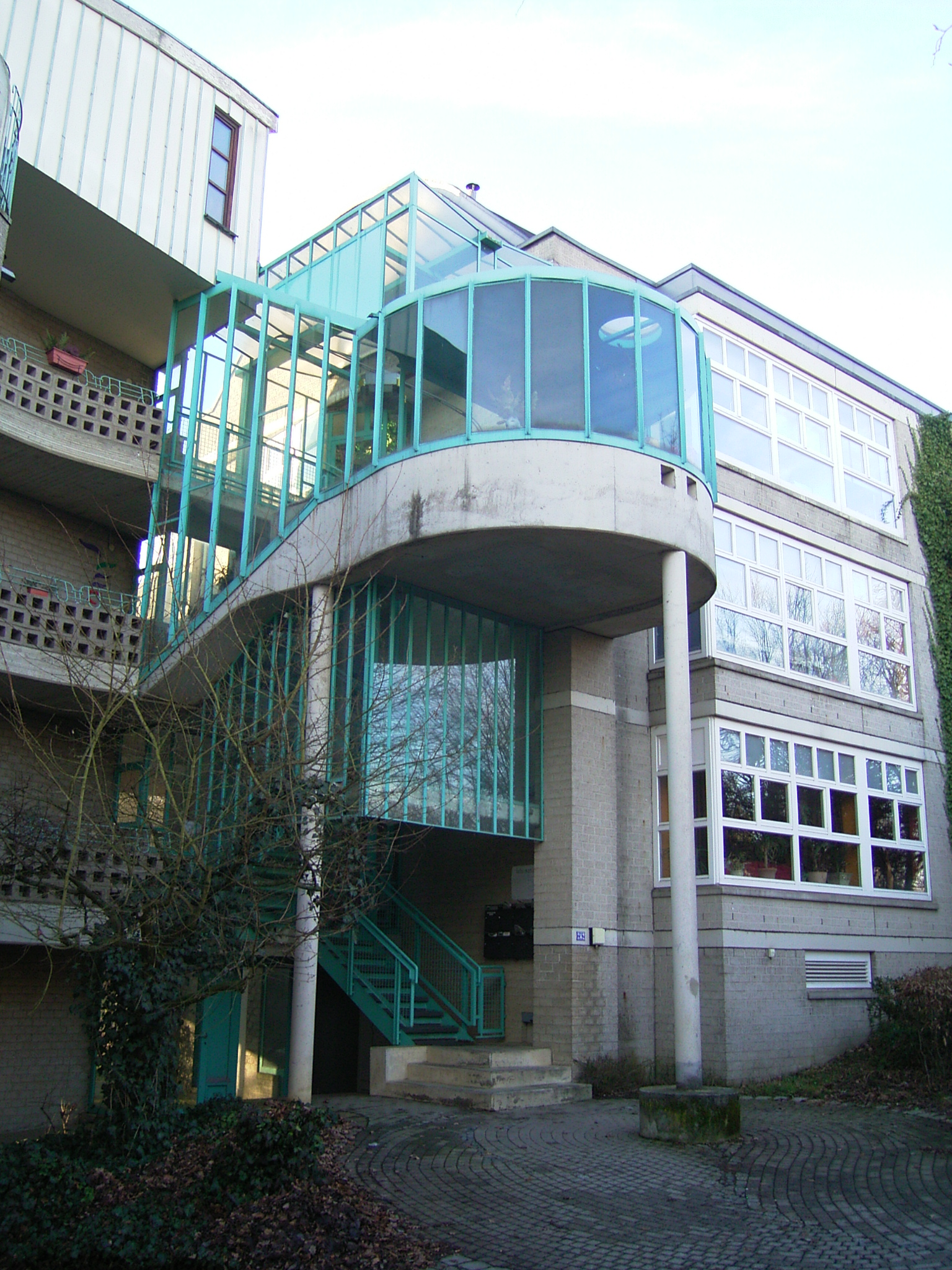
Erschließung bei Baller (links) und Hertzberger (rechts), gemeinsames Treppenbauwerk zwischen den Gebäuden der Wohnschlange (2009)

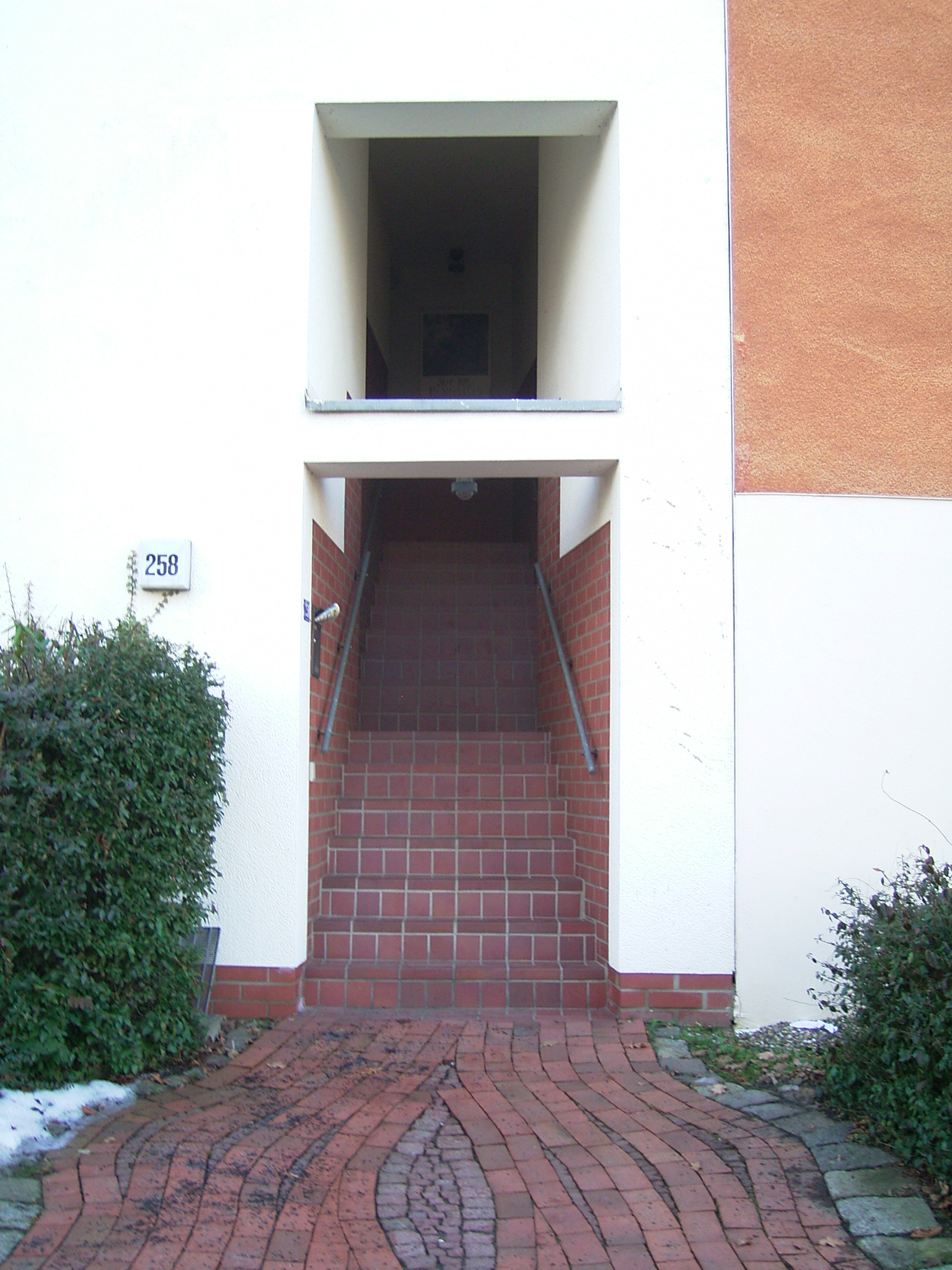
Erschließung bei Patschan/Werner/Winking, intimer separater Wohnungszugang (2009)

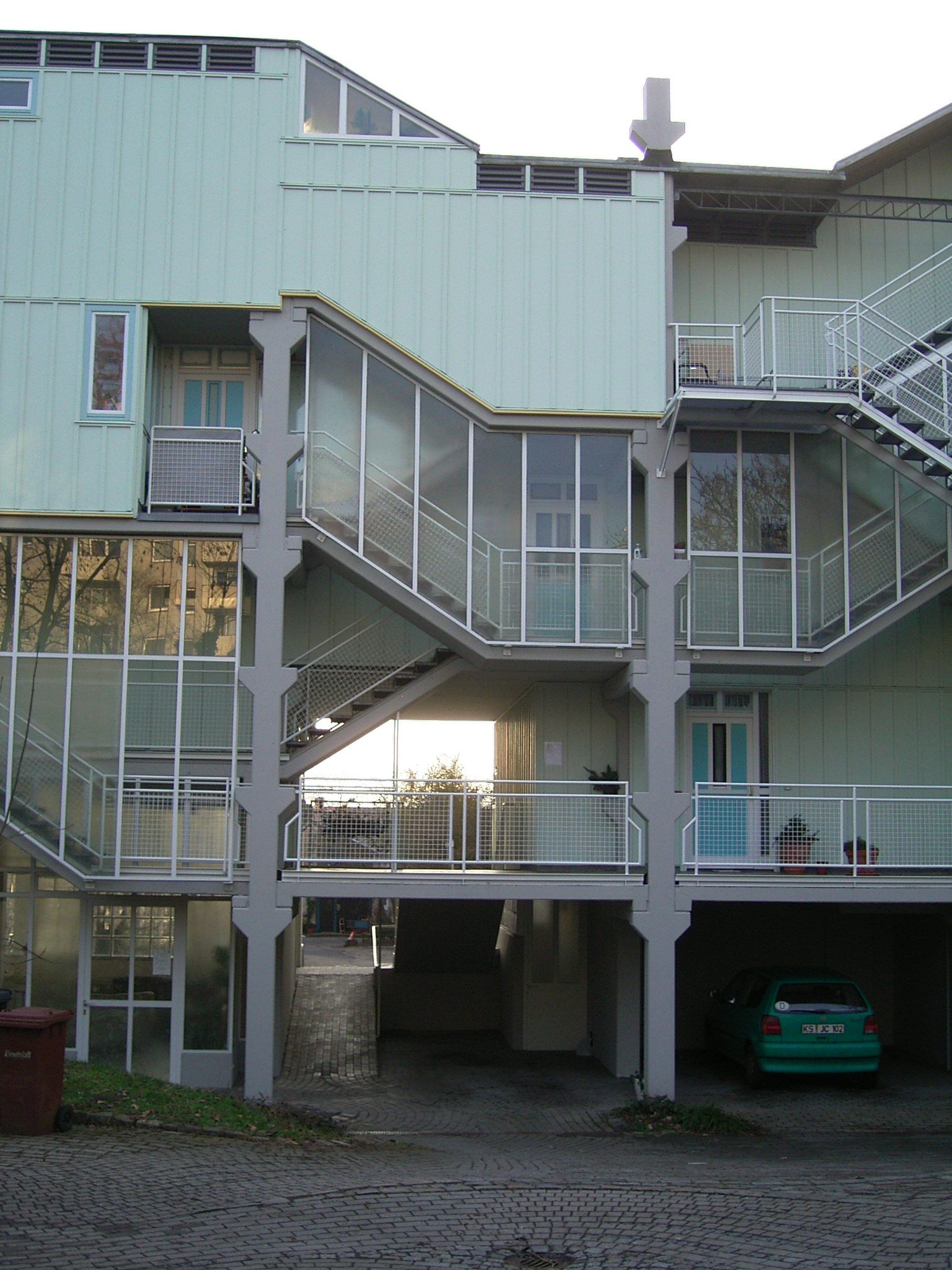
Erschließung bei Steidle und Partner, „Laubentreppenhaus“: offene Treppenanlage mit Durchgang und Laubengängen (2009)

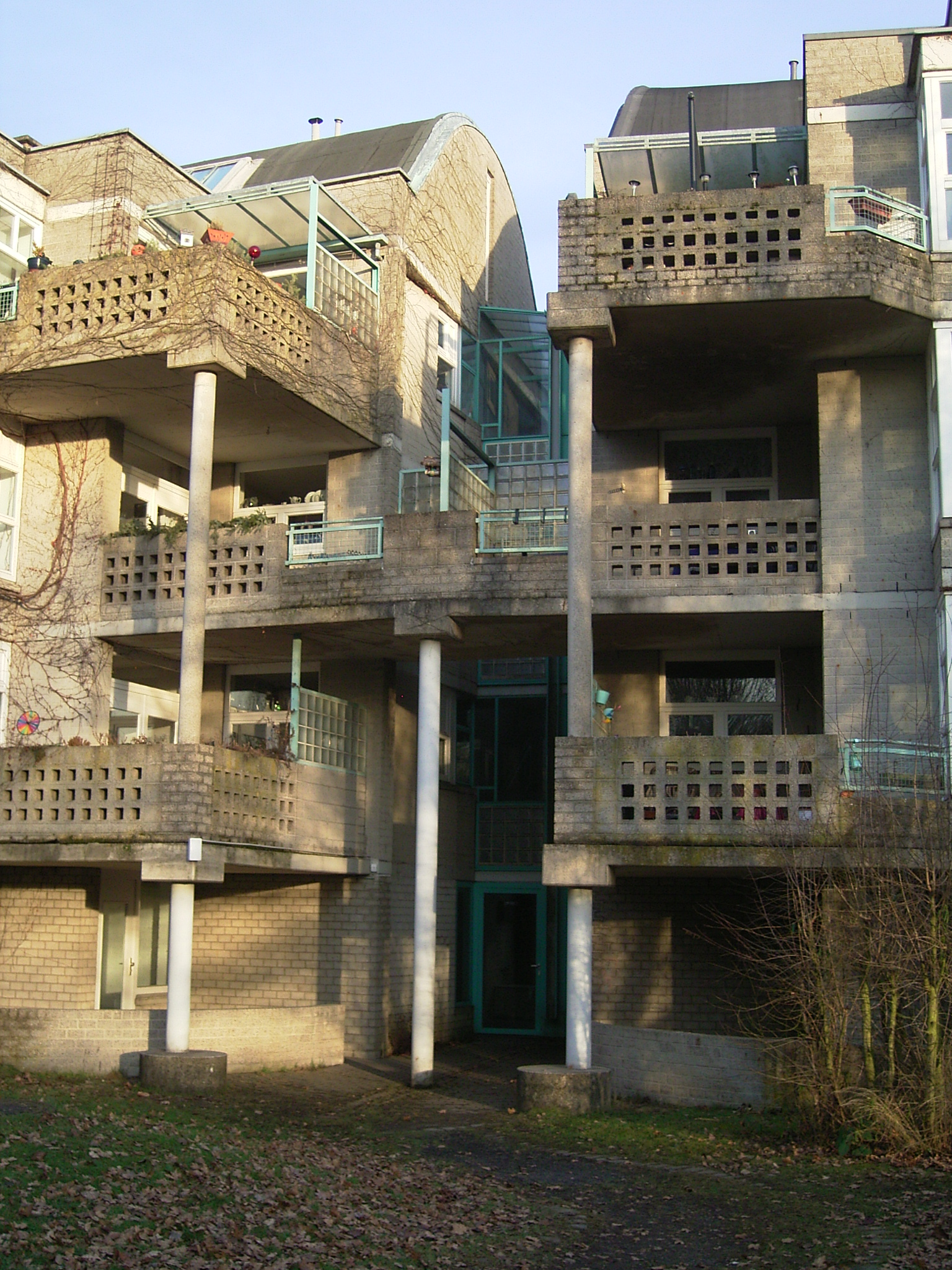
„Freiluftzimmer“ bei Herman Hertzberger (2009)

Bereits in der Planungsphase wurde kritisch hinterfragt, ob das Bauvorhaben dem Begriff der Urbanität gerecht werden könne. Inwieweit ein Projekt an der Peripherie – vier Kilometer vom Zentrum einer mittleren Großstadt entfernt – überhaupt geeignet sei, Antworten auf Probleme des städtischen Wohnens zu geben.
Lucius Burckhardt, damals Lehrstuhlinhaber an der Gesamthochschule Kassel, initiierte in den Jahren 1980 bis 1982 eine planerische Parallelveranstaltung, um „wenigstens eine kleine das Gleichgewicht wieder in die Richtung auf Innenstadt verschiebende Aktion durchzuführen“. Im Rahmen eines Seminars unter dem Titel documenta urbana sollten Problemorte in der Kasseler Innenstadt bearbeitet werden. Ein Katalog von 15 ausgewählten Orten wurde an Künstler, Architekten, Planer und an Ausbildungsstätten verschickt. Die Empfänger waren aufgefordert, Ideen und Beiträge zu liefern, ohne dass eine konkrete Realisierung in Aussicht gestellt werden konnte. Die Rücksendungen wurden unter dem Titel Sichtbar machen publiziert. Burckhardt sah in den über 100 veröffentlichten Beiträgen einen „Beweis, wie vieles auch ohne den Einsatz finanzieller Mittel und organisatorischer Machtmittel möglich ist und welche Bereitschaft besteht, an einer derartigen Aktion freiwillig mitzuwirken“.
Kritische Distanz findet sich auch in Äußerungen aus dem documenta-urbana-Beirat. Der Sachverständige Jos Weber bemängelte 1982 rückblickend die Auswahl der Architekten und die fehlende Einbindung von documenta-Künstlern. Er sprach von einem „überlangen, überkomplizierten, überbürokratischen und übertechnisierten Prozess“, bei dem die Kunst „(fast) verlorengegangen ist“.
1981 kamen Probleme bei der Finanzierung der Bebauung auf, so schrieb der Spiegel: „Nun, da auf der Dönche die ersten Häuser aus den Baugruben wachsen, sind die Aussichten eher düster: Die hohe Zinsbelastung kneift auch die Neue Heimat, die Geldverknappung hat offenbar auch die 320 000fachen Wohnungseigentümer in Verlegenheit gebracht. Mitten im Bau musste die ‚Schöne Aussicht‘ umfinanziert werden. Alle Sozialmittel wurden zusammengekratzt und in die bereits fortgeschrittenen Geschoßbauten der ‚Schlange‘ gesteckt.“ Auch ungünstige Baugrundverhältnisse und dadurch bedingte aufwendigere Fundamentierungen wurden als Grund für Kostensteigerungen genannt.

### Die Gebäude und ihre Fertigstellung (1982)
In einem so bezeichneten „ersten Bauabschnitt“ wurden 1982 nur 137 der ursprünglich geplanten 200 Wohneinheiten fertiggestellt. Die Baukosten dafür sollen 40 Millionen DM betragen haben, davon 28 Millionen aus öffentlichen Fördermitteln.
Auf die Neue Heimat Nordhessen entfielen 108 Wohneinheiten und auf die Gemeinnützige Wohnungsbaugesellschaft der Stadt Kassel 29 Wohneinheiten. Mit öffentlichen Mitteln gefördert wurden: 85 Mietwohnungen, 17 Eigentumswohnungen und 16 Eigenheime. Frei finanziert waren weitere 19 Eigenheime. Die Wohnungsgrößen lagen zwischen 40 m² und 110 m², die Eigenheime hatten mindestens 100 m² Wohnfläche, teilweise über 140 m².
Den Kürzungen fielen insbesondere Planungen im Bereich der Cluster zum Opfer. Etliche der an der Wohnschlange beteiligten Architekten hatten auch Entwürfe für die dortige Bebauung fertiggestellt, die nicht mehr realisiert wurden. Der erste Bauabschnitt wurde später durch weitere Bauten anderer Architekten ergänzt, die Bebauung des Geländes abgeschlossen. Ein Kritiker schrieb 2002, dass man an diesen Gebäuden ablesen könne, wie die Ideen der documenta urbana „in die Banalität kippen“.

#### Hinrich Baller und Inken Baller
Die Architektin Inken Baller entwickelte zusammen mit ihrem Partner, dem Architekten Hinrich Baller, zwei Gebäude der Wohnschlange. Es handelt sich um die beiden ähnlich gestalteten Torhäuser am Durchbruch der Schlange, dem sobezeichneten „Dönche-Tor“. Diese Gebäude bestehen aus Kleinwohnungen („Haus der alten Damen“). Über große Treppenhäuser besteht eine gemeinsame Erschließung mit den benachbarten Familienwohnungen im Wohnschlangen-Segment von Herman Hertzberger.
Das Tragwerk besteht aus schlanken Stahlbetonstützen mit Pilzköpfen, die zusammen mit den Wohnungstrennwänden die Geschossdecken aus Stahlbeton tragen. Ziel war es innere Wände veränderbar zu gestalten, und spätere Grundriss-Neugestaltungen möglich zu machen. Auffällig sind die Pilzstützen im Erdgeschoss, das keine Wohnungen enthält, sondern ein Luftgeschoss bildet, sowie die Gestaltung des Dachgeschosses.

#### Michael Wilkens
Michael Wilkens, damals Lehrstuhlinhaber an der Gesamthochschule Kassel, entwarf innerhalb einer als Arbeitsgruppe Stadt/Bau, beziehungsweise Baufrösche arbeitenden Gruppe Bauten im Bereich der sogenannten Cluster.
Die Planer betonten, dass ihre Reihenhäuser in der Hans-Leistikow-Straße bewusst auf eine spektakuläre Erscheinungsform verzichten, weil „splendide Architektur“ und „Architekturkunststückchen“ keinen Fortschritt bilden. Ganz im Gegenteil würde dies die erwünschte Aneignung durch die Bewohner behindern.
Zu den Schwerpunkten ihres Entwurfes zählte die Gruppe: Eine gut erkennbare Abgrenzung zwischen privaten, halböffentlichen und öffentlichen Bereichen. Eine vielseitige Aufteilbarkeit der Wohnungen und die Aufhebung der Zweckbestimmung einzelner Räume („Wohnen, Schlafen, Essen …“). Preiswert erstellbare Nebenräume, wie Schuppen, sollten auch zur Bildung von kleinen Wohnhöfen genutzt werden. Die Gebäudemasse selbst bildet neue kollektive Räume im Außenbereich. All dies unter der Prämisse einer kostensenkenden Bauweise.

#### Herman Hertzberger
Der niederländische Architekt Herman Hertzberger plante zwei Gebäude der Wohnschlange. Diese schließen jeweils an die von Baller entworfenen Bauten an und greifen mit dem gewölbten Dachgeschoss auch deren Gestaltung auf. Einige der Wohnungen verfügen auch über ein gemeinsames Treppenhaus mit den benachbarten Baller-Wohnungen.
Die Treppenhäuser der Gebäude sollten Kindern Spielmöglichkeiten bieten. Balkone waren vom Architekten als „Freiluftzimmer“ konzipiert, die genügend Raum als Essplatz für die ganze Familie bereitstellen sollten.
Bei der Fassadengestaltung verwendete Hertzberger Motive, die auch seine zum damaligen Zeitpunkt in den Niederlanden entstandenen Schulgebäude prägen: großformatige raue Betonsteine kombiniert mit Sichtbeton.

#### Heinz Hilmer und Christoph Sattler
Die Architekten Heinz Hilmer und Christoph Sattler planten zwei Gebäude im östlichen Bereich der Wohnschlage, darunter auch deren markanten Kopfbau.
Im Kopfbau befinden sich drei Wohnungen, die über ein rundes, gelenkförmiges, durch Glasbausteine dominiertes Treppenhaus erschlossen werden. Das andere Gebäude ist ein Zweispänner mit vergleichsweise großen Wohnungen. Diese verfügen über eine zentrale, oktogonale Diele von der aus die einzelnen Zimmer erschlossen werden. Die Architekten betonten in diesem Zusammenhang, dass ihnen weniger an Grundrissflexibilität, als vielmehr an „architektonisch eindeutig definierten Räumen“ gelegen sei.
Hilmer und Sattler beschrieben ihre Gebäude als „verputzten Mauerwerksbau […] dem Thema sozialer Wohnungsbau angemessen“. Die großflächigen Verglasungen, insbesondere an der Süd- und Ostseite der Gebäude erinnern allerdings an Stahlbeton-Skelettbauten.

#### Johannes Olivegren
Johannes Olivegren aus Schweden konzipierte Reihenhäuser im östlichen Bereich der Cluster. Die Gebäude stehen entlang der Heinrich-Schütz-Allee und der Heinrich-Lauterbach-Straße.
Die Planung geschah im Rahmen eines von Olivegren moderierten Partizipationsmodells an dem die zukünftigen Bewohnerfamilien vollzählig, also einschließlich der Kinder, mitwirken sollten: Nach der Wahl des Grundstücks wurde mit Hilfe von Bauklötzen im Maßstab 1:100, für die Kosten angegeben waren, eine gewünschte Ausbaustufe des Hauses ermittelt. Mit Ausschneidebögen im Maßstab 1:50, die Möbel und andere Einrichtungsgegenstände enthielten, wurden die Grundrisse konzipiert. Dabei traten jedoch von Olivegren nicht vorhergesehene Probleme auf: Fast alle Nutzer wählten die maximale Ausbaustufe. Alle wünschten sich sofort einen Keller, der ursprünglich gar nicht vorgesehen war. Es entstanden äußerlich konventionell und nahezu identisch wirkende, großteils holzverkleidete, Gebäude.

#### Dieter Patschan, Asmus Werner, Bernhard Winking
Dieter Patschan, Asmus Werner und Bernhard Winking entwarfen ein Gebäude im westlichen Bereich der Wohnschlange.
Der dreigeschossige Baukörper, der ein Flachdach mit einem Tonnendach kombiniert, nimmt die Traufhöhen der Nachbargebäude auf. Was die gemeinsame Nutzung der Gebäudeerschließung anbelangt, teilten Patschan, Werner und Winking allerdings nicht die Vorstellungen der benachbart planenden Architekten: gemeinsame Treppenhäuser wurden vermieden. Selbst innerhalb des Gebäudes existieren drei klar voneinander separierte, da diese „zwar Ansatz zu fruchtbarer Kommunikation aber auch Anlaß zu Streit und Auseinandersetzungen sein können“.
Der Mauerwerksbau verfügt über weitspannende Stahlbetondecken, die nichttragende Innenwände ermöglichen sollten, um wandelnden Raumbedürfnissen der Nutzer entgegenzukommen. Eine vergleichsweise geschlossene Ostfassade, mit reduziertem Fensteranteil, soll Geräuschbelästigungen von der Heinrich-Schütz-Allee reduzieren.

#### Planungskollektiv Nr. 1
Das Büro Planungskollektiv Nr. 1, bestehend aus Johann Fr. Geist, Helmut Maier, Hans Heinrich Moldenschardt, Peter Voigt und Hans Wehrhahn, entwarf einen U-förmigen Komplex am westlichsten Teil der Wohnschlange.
Die Planer gruppierten die Gebäude um einen Innenhof, der den anliegenden Erdgeschosswohnungen als quasi Wohnungserweiterung und Hausgarten dienen sollte. Den Wohnungen im Obergeschoss waren demgegenüber Dachgärten und Gewächshäuser auf dem Dach zugeordnet. Von diesen versprachen sich die Planer „daß sie von den Bewohnern vielfältig als Werkstätten, Ateliers und für noch offene Zwecke genutzt werden“. Auf eine Abgrenzung und Differenzierung der Freiflächen im Außenraum wurde bewusst verzichtet, vielmehr überließen es die Architekten den zukünftigen Mietern, „die anliegenden und umliegenden Freiflächen als private Gärten zu nutzen und abzugrenzen, oder sie als öffentliche Grünfläche allen begehbar zu gestalten“.

#### Roland Rainer
Der Architekt Roland Rainer aus Wien entwickelte eine kleine Siedlung im östlichen Bereich der Cluster, von der jedoch nur eine kurze Hauszeile entlang der Hermann Mattern-Straße realisiert wurde.
Rainer sah insbesondere in einer autogerechten Erschließung Probleme. Er vermied eine direkte Anfahrmöglichkeit der von ihm geplanten Gebäude. Aus energetischen Gründen entschied er sich für weitgehend geschlossene Nordfassaden und Fensteröffnungen nach Süden. Kleinmaßstäblichkeit, wie bei vorindustriellen Siedlungen, sollte Grundlage sein, für „wohnliche und anheimelnde Wirkung sowohl der Wohnhäuser als auch der öffentlichen Gassen und Plätze“. Die von Rainer dabei gewählte Formensprache folgt allerdings der Moderne.

#### Otto Steidle
Otto Steidle, in den Jahren 1979 und 1980 Lehrstuhlinhaber an der Gesamthochschule Kassel, entwarf zusammen mit Rüdiger Fritsch, einen vergleichsweise großen Beitrag zur documenta urbana. Neben drei Segmenten der Wohnschlange wurden auch seine Cluster-Planungen an der Ecke Hermann-Mattern-Straße und Hans-Leistikow-Straße realisiert.
Bei der Erschließung seines größten Elementes der Wohnschlange entwickelt Steidle ein von ihm sobezeichnetes „Laubentreppenhaus“. Gemeint war ein offenes Treppenhaus, das mit Laubengängen kombiniert wurde und insgesamt neun Wohnungen erschließt. Steidle sprach in diesem Zusammenhang von einem „öffentlich erlebbaren Bereich“, von einem „verlängerten Bürgersteig“, der bis an die Wohnungstür herangeführt werden sollte. Davon versprach er sich, den Unterschied zwischen einer Geschosswohnung und einem einzelnen Haus zu reduzieren. Beim Kerngedanken seiner Entwürfe für die documenta urbana berief sich Steidle auf den Soziologen Hans Paul Bahrdt und dessen Zitat „… Urbanität entsteht aus der Wechselwirkung von Öffentlichkeit und Privatheit …“.

### Rezeption und heutiger Zustand
Der Architekturkritiker Manfred Sack äußerte sich 1982, im Jahr der Fertigstellung, positiv zur documenta urbana. Er sprach von auffälligen Häusern und phantasievollen Wohnungen, wie sie sich sonst nicht im sozialen Wohnungsbau finden. Sack hoffte, dass die „Siedlung von außergewöhnlichen Qualitäten […] von vielen Bauherren als Aufforderung und von vielen Architekten kritisch als Anregung verstanden werde“.
Ein Kritiker bemängelte 2002, 20 Jahre nach der Fertigstellung, dass die üppigen Gemeinschafts- und Begegnungsflächen auf den Dächern, in den Treppenhäusern und unter den Gebäuden – dort wo diese auf Stützen stehen – nutzlos seien und nur die Kosten hochgetrieben hätten:„Viele der gläsernen Dachaufbauten sind verwaist, die als offene Passagen gedachten Außenflure oder Treppenhäuser wurden zugesperrt, und die Flächen unter den Gebäuden wirken mehr als trostlos. Gemeinschaftsleben, so lehrt das Kasseler Modell nach zwanzig Jahren, entfaltet sich nur da, wo es von den Bewohnern mitgeplant und an Wohneigentum gekoppelt ist.“ Der Kritiker lobte die formale Qualität der kuppelförmigen Dachaufbauten als „Markenzeichen“. Die Kuppeln des nordwestlichen Teiles der Wohnschlange (Planungskollektiv Nr. 1) fielen nur wenige Jahre später einer Dachsanierung durch den Eigentümer dieses Bereiches, der Gemeinnützigen Wohnungsgesellschaft (GWG), zum Opfer. Sie wurden von den Mietern kaum genutzt, und ihre Bausubstanz galt dem Vermieter als marode.
Inzwischen ist die Wohnschlange aufgrund der Vegetation von der Heinrich-Schütz-Allee aus kaum noch als zusammenhängende Gebäudezeile zu erkennen. Erkennbar ist auch kein städtebaulicher Zusammenhang zur älteren Helleböhn-Siedlung der 1950er-Jahre, auf der anderen Straßenseite. Der beteiligte Architekt Hinrich Baller bemerkte dazu bereits 1982: „Auch unsere Intention, zumindest im engeren Siedlungsbereich die Heinrich-Schütz-Allee umzuformen, in ihrer Ausgestaltung und durch Eingangsplätze verkehrszubehindern, blieb trotz monatelangem Engagement erfolglos.“

## Die Veranstaltungsreihe an der Universität Kassel
Unter dem Titel documenta urbana veranstaltete die Pfeiffer-Stiftung für Architektur an der Universität Kassel gemeinsam mit dem Fachbereich Architektur, Stadtplanung, Landschaftsplanung in den Jahren 2005 bis 2007 eine Reihe von Veranstaltungen über „die Visionen urbaner Entwicklungen“. Die Veranstalter sahen die Symposien und Workshops sowohl in der Tradition von Arnold Bode, als auch in der Bebauung an der Dönche, sowie der alternativen Herangehensweise von Lucius Burckhardt.